# Stokholmski arhipelag
Stockholmski arhipelag (švedski Stockholms skärgård) je najveći švedski arhipelag, koji leži u Baltičkom moru oko grada Stokholma.

## Geografske karakteristike
Stokholmski arhipelag počeo je da se formira pre otprilike 800 miliona godina, kada je počelo da se uzdiže dno Baltika. On se danas sastoji od više od 30 000 ostrva. Pokriva površinu od 3.500 km², od čega manje od polovine otpada na kopno, ostalo je je more. Unutar arhipalaga ima 6 200 većih ostrva (površine od preko 2 000 km²) i 24 500 manjih ostrva i stena. Procenjuje se da je ukupna dužina obale oko 10 000 km, što je predstavlja oko 1 / 4 ukupne švedske obale. Arhipelag se proteže dobrih 150 km u dužinu (u smeru sever - jug) od ostrva Arholma na severu do ostrvca Landsort na jugu, i 80 km u širinu, od Stokholma na zapadu do malog arhipelaga Svenska Hogarna, na istoku.
Stockholmski arhipelag se može podeliti na tri dela: severnu grupu ostrva sa epicentrom oko grada Vaksholma, srednju grupu sa centrom u Stokholmu i južnu grupu sa centrom Stavsnasu.
Procenjuje se da na ostrvima arhipelaga živi oko 10 000 stalnih stanovnika, i to uglavnom na većim ostrvima pored obale, koji su mostovima ili trajektima povezani sa kopnom. Krajolik arhipelaga se jako razlikuje, dok su unutrašnja ostrva prekrivena bujnom vegetacijom, od šuma do pašnjaka, spoljašnja su kamenita i ogoljena od vetra i mora. Danas se Stockholmski arhipelag pretvorio u zonu u koju odlaze građani Stockholma tokom letnjih meseci. Procenjuje se da na arhipelagu ima oko 50 000 vikendica i 100 000 privatnih brodova.

## Fondacija arhipelaga
Fondacija Stokholmskog arhipelaga (švedski Skärgårdsstiftelsen) osnovana je 1959. u vreme kad se broj stalnih stanovnika arhipelaga, značajno smanjio, kad su mnoge farme napuštene a sela opustela. U to doba otpočeo je i proces privatizacije delova arhipelaga, i talas gradnje vikendica. Njen cilj bio je da on ostane dostupan svim Šveđanima, i da sačuva poljoprivredno zemljište i bioraznolikost, ali i da razvije turizam i rekreaciju po arhipelagu. Fondacija upravlja sa 12 000 hektara, a to je 12% terena arhipelaga, koji je podeljen na 40 područja. Fondacija je danas jedan od glavnih poslodavaca u arhipelagu, ona iznajmljuje farme, ugostiteljske objekte i luke.